# Bernard Parker
Bernard Melvin Parker (* 16. März 1986 in Boksburg) ist ein südafrikanischer Fußballspieler.

## Karriere

### Verein
Parker begann seine Profikarriere 2004 beim Zweitligisten Hellenic FC, der sich zum Saisonende in Benoni Premier United umbenannte. 2006 stieg er mit dem Klub in die höchste südafrikanische Spielklasse, die Premier Soccer League, auf. Ein Jahr nach dem Aufstieg erfolgte eine erneute Namensänderung des Klubs in Thanda Royal Zulu und eine Verlegung des Vereinssitzes von Benoni nach Durban. Nach zweieinhalb Jahren im ständigen Abstiegskampf in der PSL wechselte Parker im Januar 2009 zum serbischen Klub Roter Stern Belgrad.
Die existenzbedrohenden Finanzprobleme des serbischen Rekordmeisters betrafen bereits kurz nach seiner Ankunft auch Parker, der im April 2009 gemeinsam mit seinem ghanaischen Teamkollegen Mohammed-Awal Issah wegen mehrerer ausstehender Monatsgehälter wieder abreisen wollte und am Belgrader Flughafen von Klub-Offiziellen am Heimflug gehindert werden musste. Ende Mai 2009 mehrten sich Gerüchte um eine Aufhebung des Vertrags, da Roter Stern die fällige Ablösesumme an Thanda Royal bislang nicht überwiesen hat. Bereits nach einem halben Jahr kehrte er dem Klub den Rücken zu und wechselte in die Niederlande zum FC Twente Enschede. Im Januar 2011 wurde er für den Rest der Saison an den griechischen Erstligaaufsteiger Panserraikos ausgeliehen. Im Sommer unterschrieb Parker einen Vertrag bei den Kaizer Chiefs aus Johannesburg. Mit dem Verein wurde er zweimal Meister und einmal Pokalsieger.

### Nationalmannschaft
Während des COSAFA-Cups im Mai 2007 kam Parker erstmals für die südafrikanische Nationalelf zum Einsatz. Nationaltrainer Joel Santana nominierte ihn in das Aufgebot für den Konföderationen-Pokal 2009. Bis 2015 bestritt er 72 Spiele und erzielte 23 Tore, darunter Einsätze bei zwei Afrikameisterschaften und bei der Fußball-Weltmeisterschaft 2010.

## Erfolge
- Niederländischer Meister mit dem FC Twente: 2009/10
- Niederländischer Pokalsieger mit dem FC Twente: 2011
- Südafrikanischer Meister: 2013, 2015
- Südafrikanischer Pokalsieger: 2013